# It's Like That
 (août 2018).
Si vous disposez d'ouvrages ou d'articles de référence ou si vous connaissez des sites web de qualité traitant du thème abordé ici, merci de compléter l'article en donnant les références utiles à sa vérifiabilité et en les liant à la section « Notes et références ».
Singles de Mariah Carey
I Know What You Want
(2003) We Belong Together
(2005)
It's Like That est le premier single de l'album The Emancipation of Mimi de Mariah Carey. C'est un son assez club par sa rythmique et le DJ Fatman Scoop pose sa voix énergique dans les derniers instants du morceau. Jermaine Dupri fait l'intro et les chœurs.
Le titre a atteint la première place en 2005 dans le classement Bilboard "Dance Club songs", et la place n°16 en France.

## Dates de sorties
1. Sortie radio : 24 janvier 2005
2. Sortie électronique : 23 février 2005
3. Vinyl : 15 février 2005 aux États-Unis
4. Clip : 28 février 2005 aux États-Unis
5. Sortie commerciale : 25 avril